# Gerhard Majella

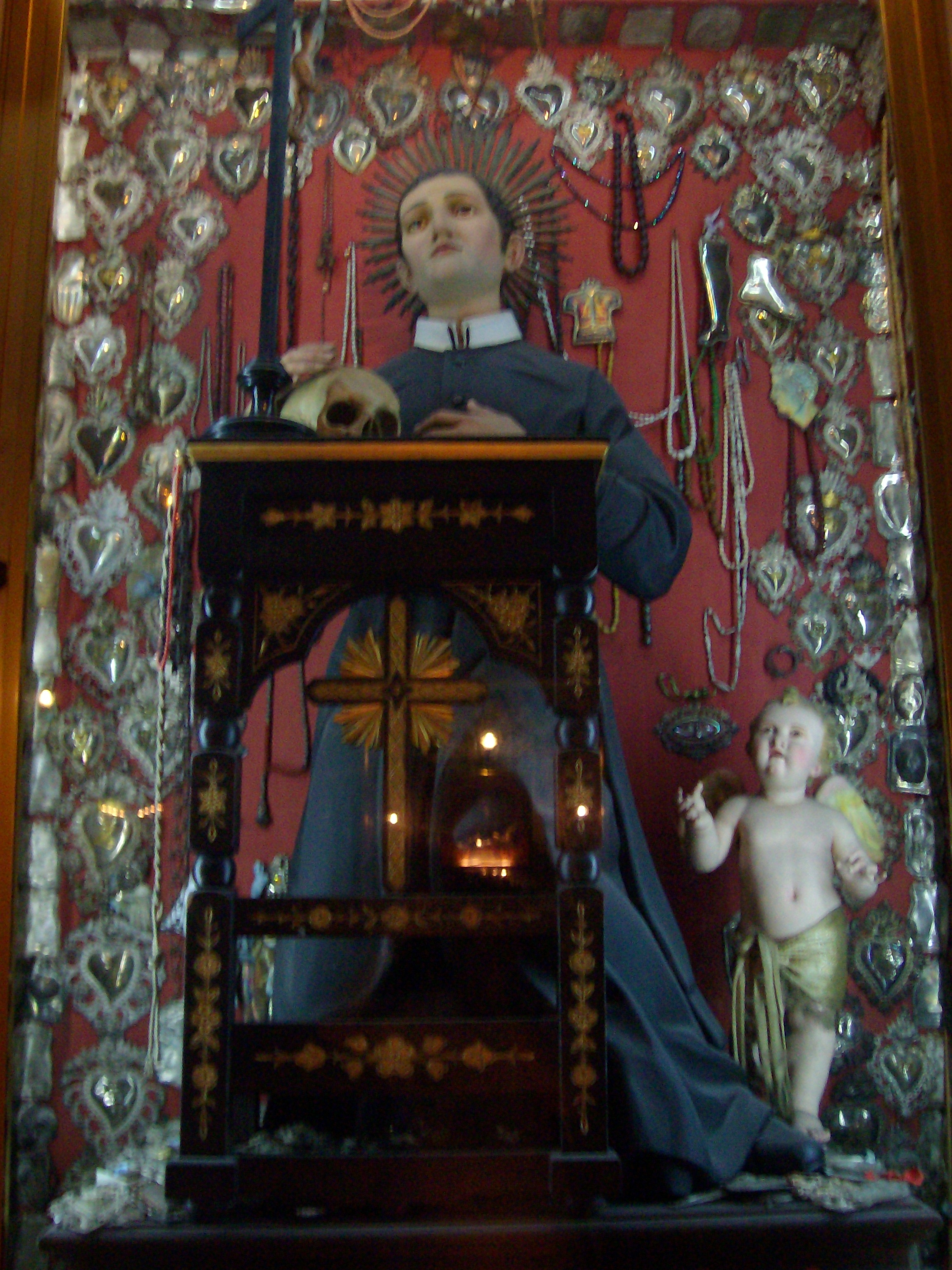
Gerhard Majella-Statue aus dem Jahr 1905

Bruder Gerhard Majella CSsR (* 6. April 1726 in Muro Lucano; † 16. Oktober 1755 in Caposele, italienisch Gerardo Maiella) ist ein römisch-katholischer Heiliger. Als Laienbruder gehörte er der Kongregation des Heiligsten Erlösers (Redemptoristen) an. Er gilt als Patron der geborenen und ungeborenen Kinder sowie der Mütter.

## Leben
Gerhard Majella wurde 1726 in einem kleinen Dorf in Süditalien geboren. Schon von klein auf war er sehr fromm und gottesfürchtig. Als er zwölf Jahre alt war, starb sein Vater. Er arbeitete hart und wurde als Schneiderlehrling von seinem Meister vielfach schlecht behandelt. Er war überzeugt, den Willen Gottes zu erfüllen und duldete daher auch alle Misshandlungen.
Weil er Gott ganz dienen wollte, bat er bei den Kapuzinern um Aufnahme in den Orden. Diese lehnten aufgrund Gerhards schwacher Gesundheit jedoch ab. Als die Redemptoristen 1749 nach Muro kamen, um dort Gemeindemission zu halten, wurde ihm sofort klar, dass er in einer solchen Gemeinschaft leben wollte. Der Leiter des Missionsteams wies ihn jedoch ab. Da der junge Gerhard ihnen bei der Abreise aber 20 km folgte, ließ er sich überreden, ihn als Bruder aufzunehmen. So diente er Gott fortan als Laienbruder. Im Kloster in Caposele arbeitete er fleißig als Gärtner, Schneider, Pförtner, Koch, Tischler.
Im Jahre 1754 musste er eine harte Prüfung bestehen: Es wurde ihm vorgeworfen, der Vater eines noch ungeborenen Kindes zu sein. Anstatt sich jedoch vor dem Hl. Alfons von Liguori, seinem Ordensoberen zu verteidigen, schwieg er. Er glaubte, dass in allem Gottes Wille geschehe. Unter der ihm daraufhin auferlegten Buße litt er schwer. Später gestand die Verleumderin Alfons ihre Lügen.
Sein Leben lang war Gerhard gesundheitlich sehr schwach gewesen. So starb er erst 29-jährig in der Nacht vom 15. auf den 16. Oktober 1755. Da viele Wunder, sowohl von vor als auch nach seinem Tode, bekannt sind, die ihm zugeschrieben werden, wurde er 1893 von Papst Leo XIII. selig und am 11. Dezember 1904 von Papst Pius X. heiliggesprochen.

## Gedenktag
Der Gedenktag des heiligen Gerhard ist der 16. Oktober. Besonders im Süden Italiens gehört er zu den populärsten Heiligen. Ein Bürgerverein der Stadt Muro Lucano vergibt seit 2009 den nach dem Heiligen benannten Lyrik-Preis Premio Internazionale di poesia San Gerardo Maiella.